# Tulpentijd

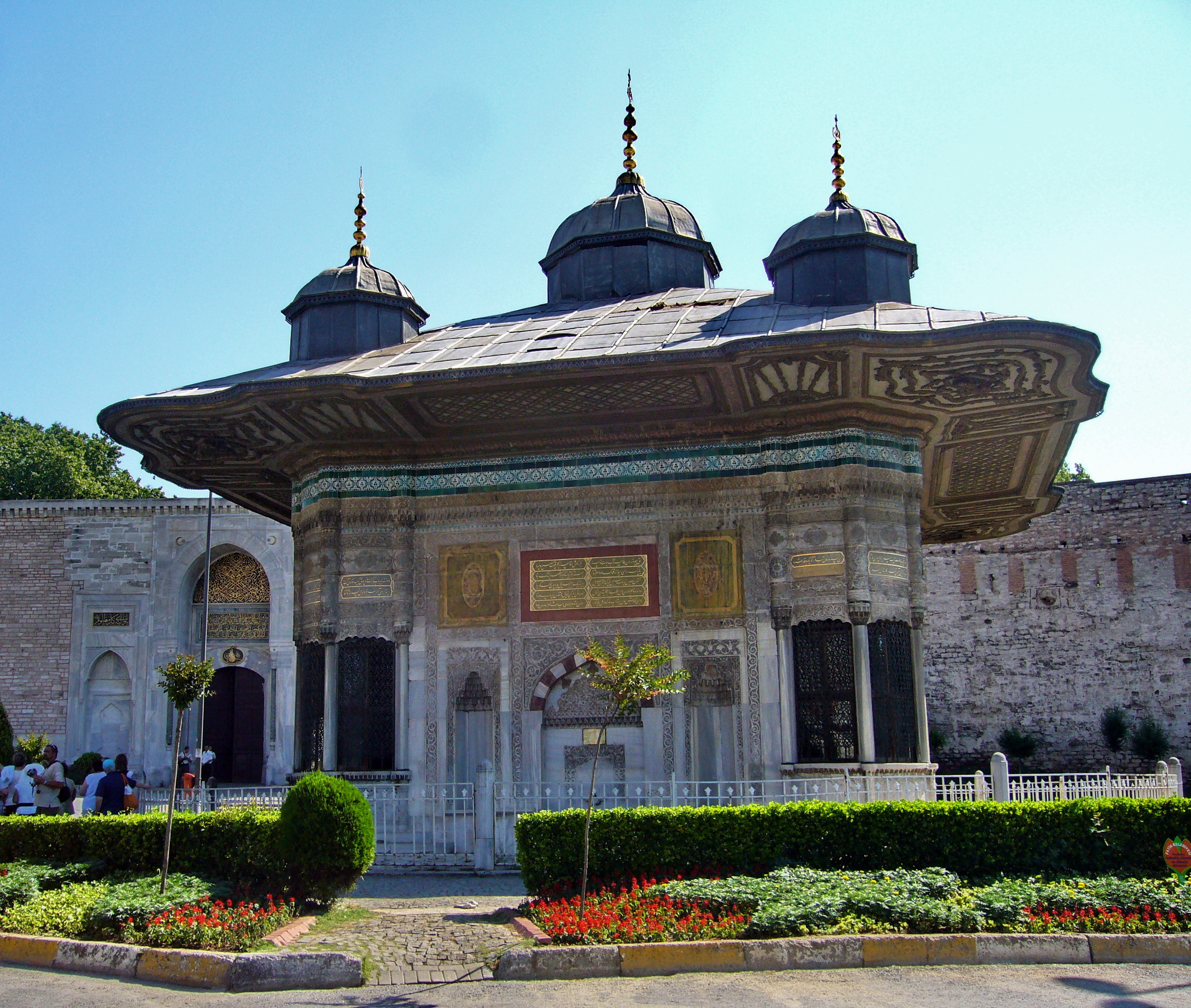
De Ahmet III-fontein in Istanboel dateert uit het hoogtepunt van de Tulpentijd (1728)

De Tulpentijd (Ottomaans Turks: لاله دورى, Turks: Lâle Devri) was de periode in de Ottomaanse geschiedenis van 1718 tot 1730 onder het grootvizieraat van Nevşehirli Damat İbrahim Pasja, de schoonzoon van sultan Ahmet III. In deze relatief rustige periode, die liep van de Vrede van Passarowitz tot de opstand van Patrona Halil, richtte het Ottomaanse rijk de blik voor een stuk naar Europa.
De naam, afgeleid van de tulpenrage die toen heerste aan het Ottomaanse hof, is niet eigentijds, maar vond vooral ingang aan het begin van de 20e eeuw door toedoen van Ahmet Refik Altınay. Zijn periodisering was niet vrij van politieke connotaties en is daarom door moderne historici in vraag gesteld. Het Ottomaanse rijk stelde zich in de Tulpentijd wel degelijk open voor architectonische en decoratieve invloeden uit Europa, ging handel en industrie bevorderen en kende de eerste Turkstalige drukkerij. Maar dit fenomeen had geen gevolgen op langere termijn. Op een meer ingrijpende verwestersing was het wachten tot het zogenaamde Tanzimaat diep in de 19e eeuw.
Kenmerkend voor de Tulpentijd was de belangstelling voor de Europese consumentencultuur, zoals deze gestalte kreeg aan het hof van Versailles. Langs de Bosporus werden paleizen, kiosken en tuinen aangelegd voor extravagante geneugten. De schilderijen van de Zuid-Nederlander Jean Baptiste Vanmour geven een beeld van het hofleven in de Tulpentijd. Een belangrijke hervorming was de invoering van de belastingpacht voor het leven, omdat dit de grote aristocraten begunstigde ten koste van de bredere toegang tot bestuurlijke en religieuze ambten. Voorts werden Ottomaanse delegaties naar Europese hoofdsteden gezonden, waar ze een ware turkomanie veroorzaakten, in het bijzonder de missie van Yirmisekiz Mehmed Çelebi naar Frankrijk. 
De Tulpentijd kwam abrupt ten einde in 1730 door de opstand van Patrona Halil: Istanboel rebelleerde tegen sultan Ahmet III vanwege diens oorlog met de Afghanen. De onvrede werd gestuwd door de Janitsaren, koopmannen en ambachtslieden.

## Voetnoten
1. ↑  Jürgen Osterhammel, De metamorfose van de wereld, 2022, p. 664
2. ↑  Virginie H. Aksan, "Ottoman Empire" in: The Ashgate Research Companion to Modern Imperial Histories, 2016, p. 131
3. ↑  Virginie H. Aksan, "Ottoman Empire" in: The Ashgate Research Companion to Modern Imperial Histories, 2016, p. 132

- TDVİA: lale-devri